# Tomoa Narasaki
Tomoa Narasaki (楢﨑 智亜?, Narasaki Tomoa; Utsunomiya, 22 giugno 1996) è un arrampicatore giapponese.
Pratica le competizioni di difficoltà, boulder e velocità.

## Biografia
Narasaki ha iniziato a praticare l'arrampicata all'età di dieci anni insieme a Sachi Amma, frequentando la palestra gestita dalla famiglia di quest'ultimo, dopo essersi precedentemente dedicato alla ginnastica. Nel 2016 diventa campione mondiale di boulder e lo stesso anno vince pure la Coppa del mondo nella medesima specialità. L'anno successivo conquista anche la sua prima Coppa del mondo di combinata. Ai Campionati del mondo del 2019 ottiene il suo secondo titolo nel boulder e si aggiudica pure l'oro nella combinata.

## Palmarès

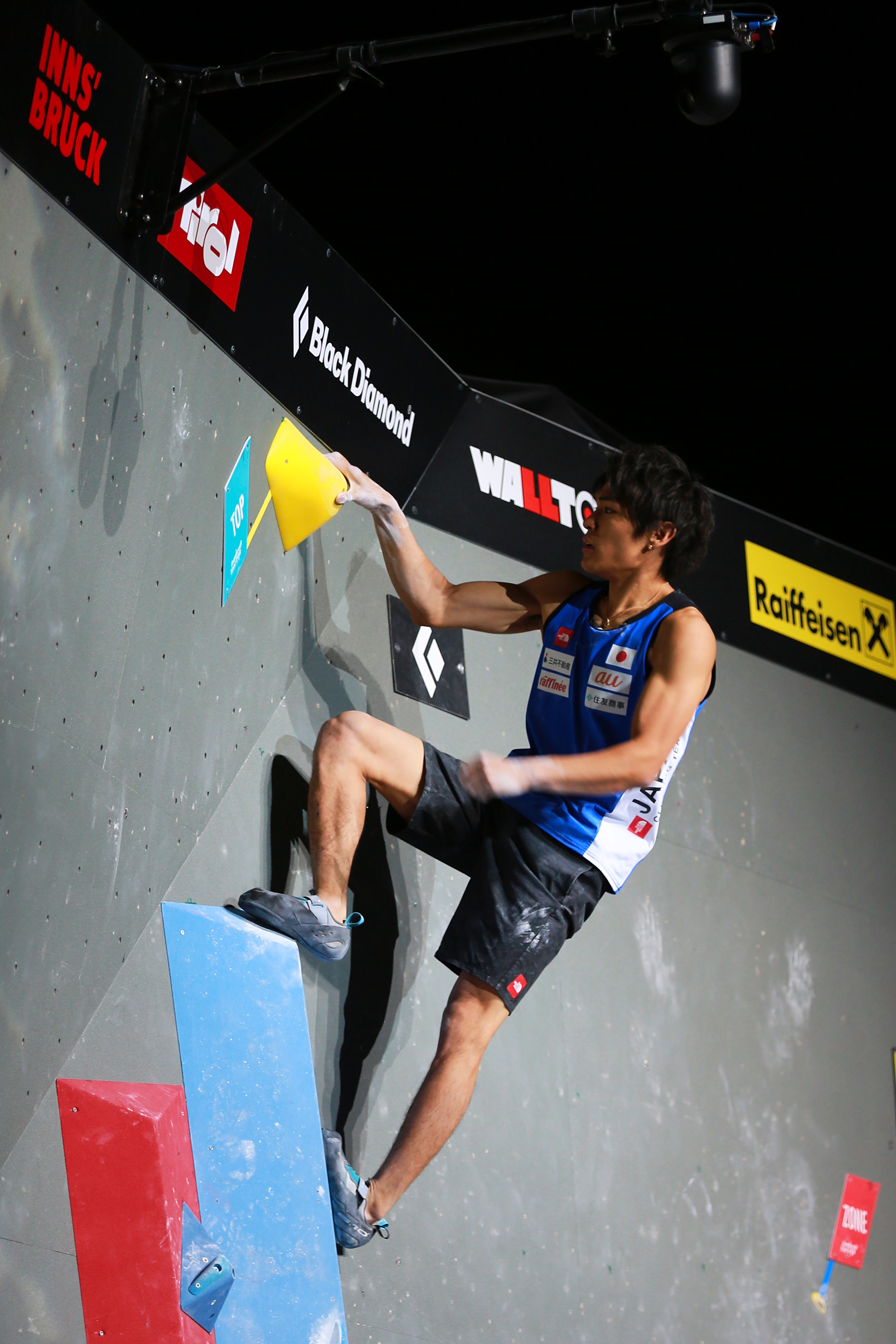
Tomoa Narasaki nella finale di combinata ai Campionati del mondo del 2018

### Coppa del mondo
|            | 2013 | 2014 | 2015 | 2016 | 2017 | 2018 | 2019 |
| ---------- | ---- | ---- | ---- | ---- | ---- | ---- | ---- |
| Difficoltà | 52   |      |      |      | 15   | 16   | 12   |
| Boulder    |      | 26   | 30   | 1    | 2    | 2    | 1    |
| Velocità   |      |      |      |      | 84   | 52   | 44   |
| Combinata  |      |      |      |      | 1    | 2    | 1    |

### Campionato del mondo
|            | 2014 | 2016 | 2018 | 2019 |
| ---------- | ---- | ---- | ---- | ---- |
| Difficoltà |      |      | 13   | 4    |
| Boulder    | 10   | 1    | 7    | 1    |
| Velocità   |      |      | 21   | 22   |
| Combinata  |      |      | 5    | 1    |

### Campionato asiatico
|            | 2015 | 2016 | 2017 |
| ---------- | ---- | ---- | ---- |
| Difficoltà |      |      | 26   |
| Boulder    | 4    | 2    | 4    |
| Velocità   | 28   |      | 19   |

### Giochi asiatici
- Palembang 2018:  Bronzo nella combinata.

## Statistiche

### Podi in Coppa del mondo lead
| Stagione | 1º | 2º | 3º | Podi totali |
| -------- | -- | -- | -- | ----------- |
| 2017     |    | 2  |    | 2           |
| 2018     |    |    | 1  | 1           |
| 2019     |    |    | 1  | 1           |
| Totale   |    | 2  | 2  | 4           |

### Podi in Coppa del mondo boulder
| Stagione | 1º | 2º | 3º | Podi totali |
| -------- | -- | -- | -- | ----------- |
| 2016     | 2  | 3  |    | 5           |
| 2017     |    | 4  |    | 4           |
| 2018     | 1  | 2  | 1  | 4           |
| 2019     | 1  | 3  |    | 4           |
| Totale   | 4  | 12 | 1  | 17          |